# Frank-Svájc
Frank-Svájc (németül: Fränkische Schweiz) földrajzi régió Németországban, azon belül Bajorországban, Felső-Frankföldön (Oberfranken). A Nürnberg, Bayreuth és Bamberg által körülzárt háromszögben fekvő Fichtel-hegység nyúlványainak vidéke. Nevét a romantika korában kapta annak nyomán, hogy költők és írók Svájchoz hasonlították a táj szépségét.

## Földrajza
A Fichtel-hegységben fekvő táj valójában inkább fennsík, amelybe mély völgyet vágnak maguknak a folyók és a patakok. Fantasztikus alakú karsztos mészkősziklák meredeznek az ég felé, a dombok mélye pedig cseppkőbarlangokat rejt és az erdős magaslatokon várak és várromok láthatók, melyekből Bajorország területén e vidéken található a legtöbb.
A régió a Wiesent folyó vízgyűjtő területéhez tartozik.
A régió részei Bamberg, Bayreuth, Forchheim megyék. A leghíresebb helyei: Pottenstein, Gößweinstein, Muggendorf, Ebermannstadt, Streitberg, Egloffstei és Waischenfeld. 
Frank-Svájc északi része a Frank-Alb.
Határai:
- Északon: Felső maini vidék
- Keleten: Bayreuth
- Délen: Erlangen
- Nyugaton: Forchheim
- Északnyugaton: Bamberg

### Geológia
A Jura időszakban Dél-Németország területét mintegy 150-161 millió éve a sekély tenger borította. Ma ez egy tipikus karsztos táj mélyen bekarcolt folyóvölgyekkel és száraz, kopár fennsíkokkal. A mészkövekben sok fosszília található, különösen az ammonitesz jellemző.

## Főbb tájak
Az A3-as autópályán (E6) Nürnbergtől észak felé indulva a Frank-Svájc nyugati kapuja Pegnitz, mely 1368 óta város. Történelmi épületei közül azonban csak a 16. századból való szép favázas Városháza (Rathaus) maradt fenn. A várostól délre a Pegnitz folyó szép völgyében a hatalmas Veldesteini erdőséghez (Veldensteiner Forst) érünk, mely 35 km² kiterjedésű nemzeti park.
Ranna falucskából visz a bekötőút a Vogelherd-barlangriási sziklakapuja felé. Krottensee határában pedig a Maximilianshöhle cseppkőbarlang található. Neuhaus an der Pegnitz fölött egy 56 méter magas dolomitsziklán Veldenstein vára emelkedik. Az erődítményt a 11. században a bambergi püspökség emeltette a Veldensteini erdőség védelmére.  A karcsú, magas őrtorony (Warturm), valamint a külső és belső várfal a bástyatornyokkal a 14. század végéről való. A lőportoronyba 1725-ben villám csapott, a vár azóta félig rom. Veldestein várát a sziklafalba vájt föld alatti járat: sólyomlyuk (Falkenloch) állítólag egykor állítólag a Sulzbach-Rosenberg fölötti Königstein várával kötötte össze.

## Galéria

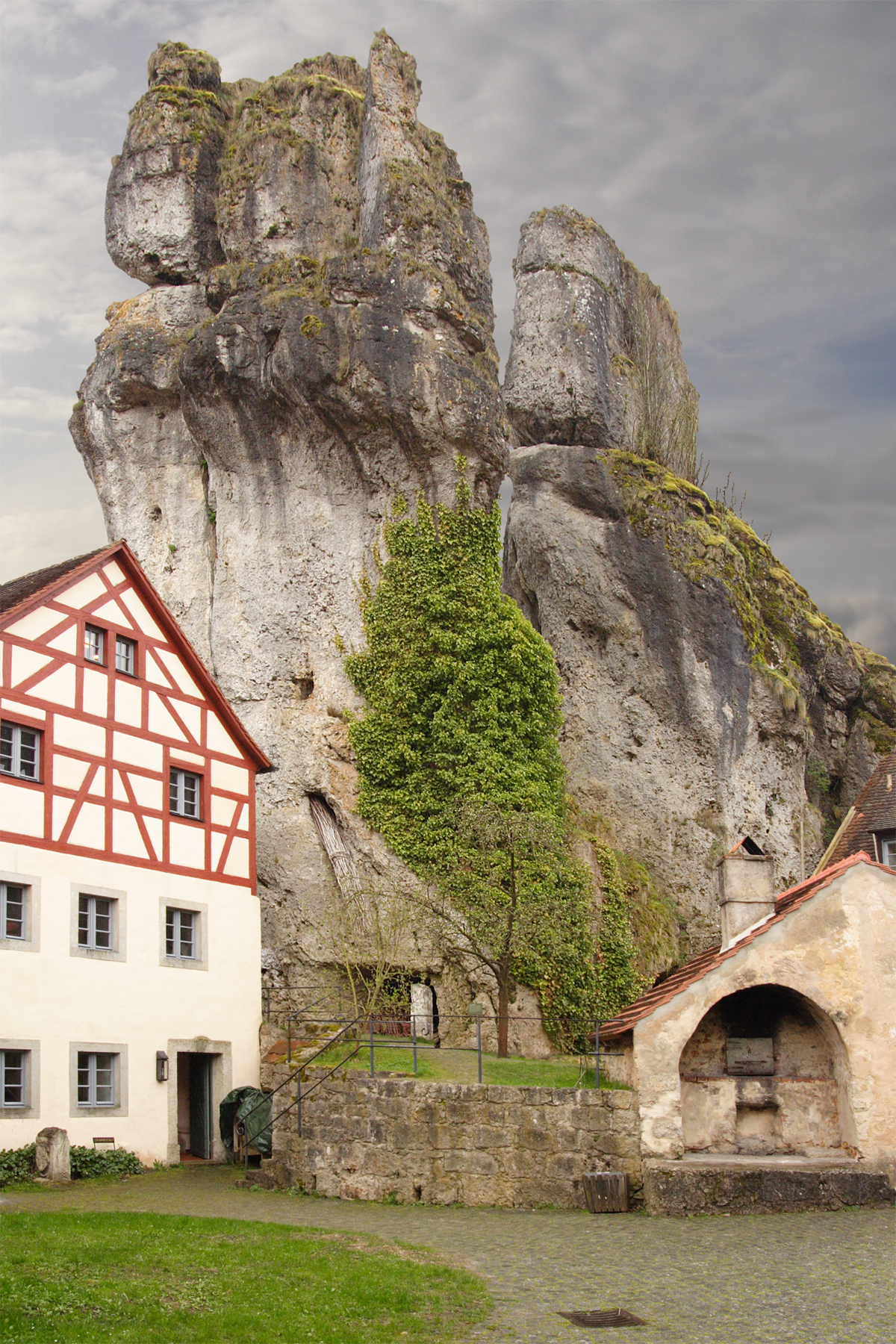
Mészkőoszlopok Tüchersfeldben
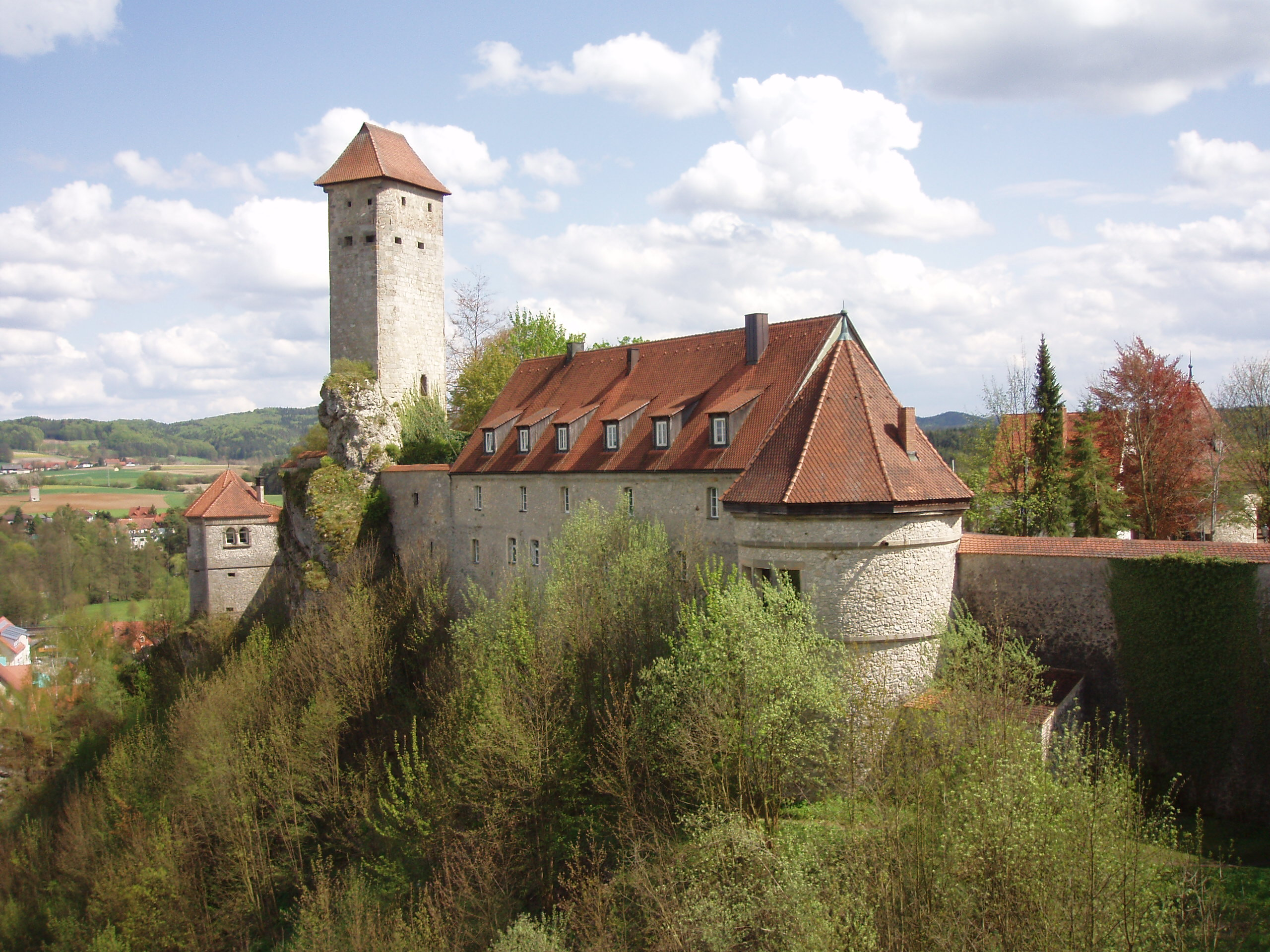
Veldenstein vára
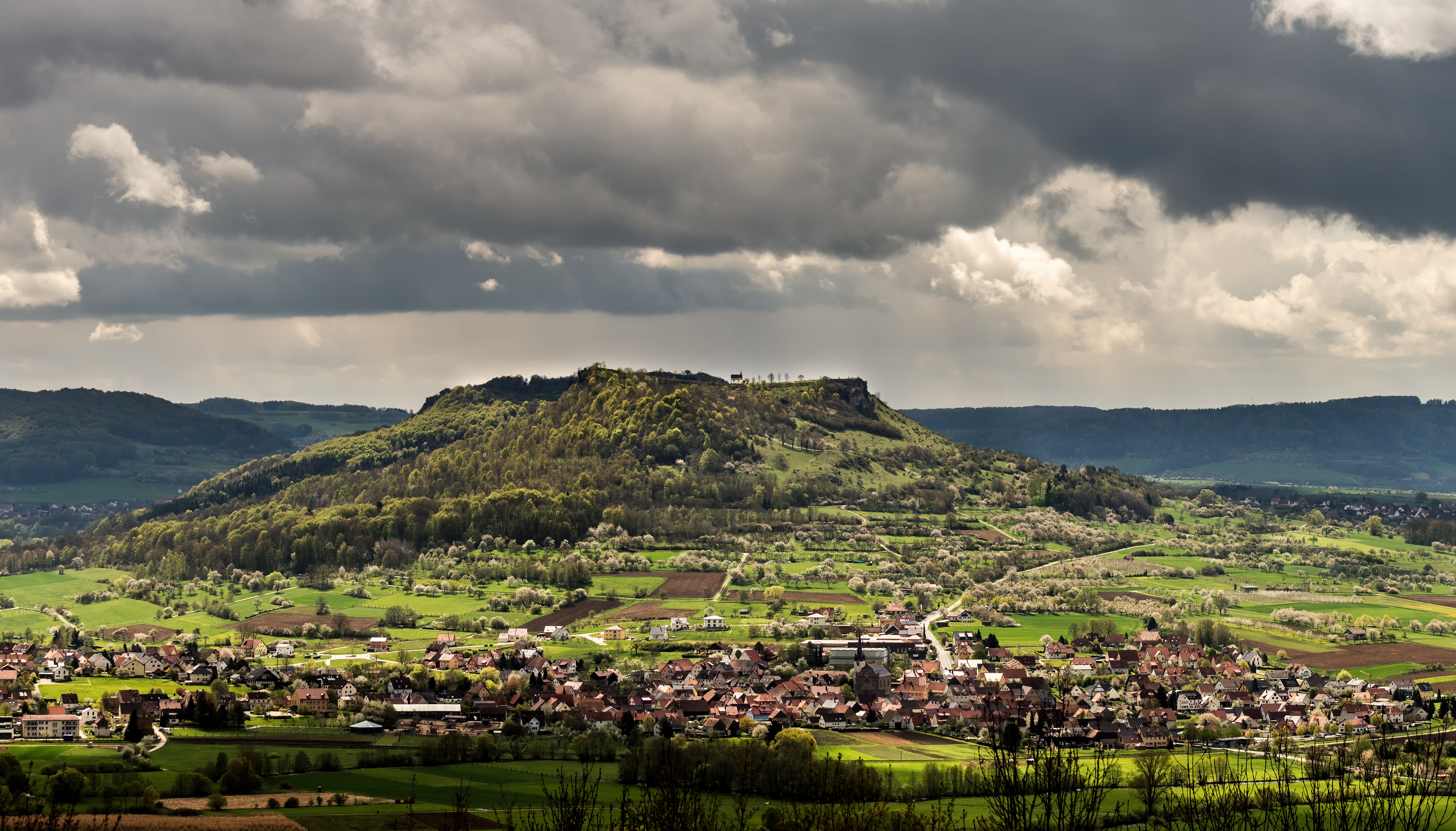
Walberla sziklatömb
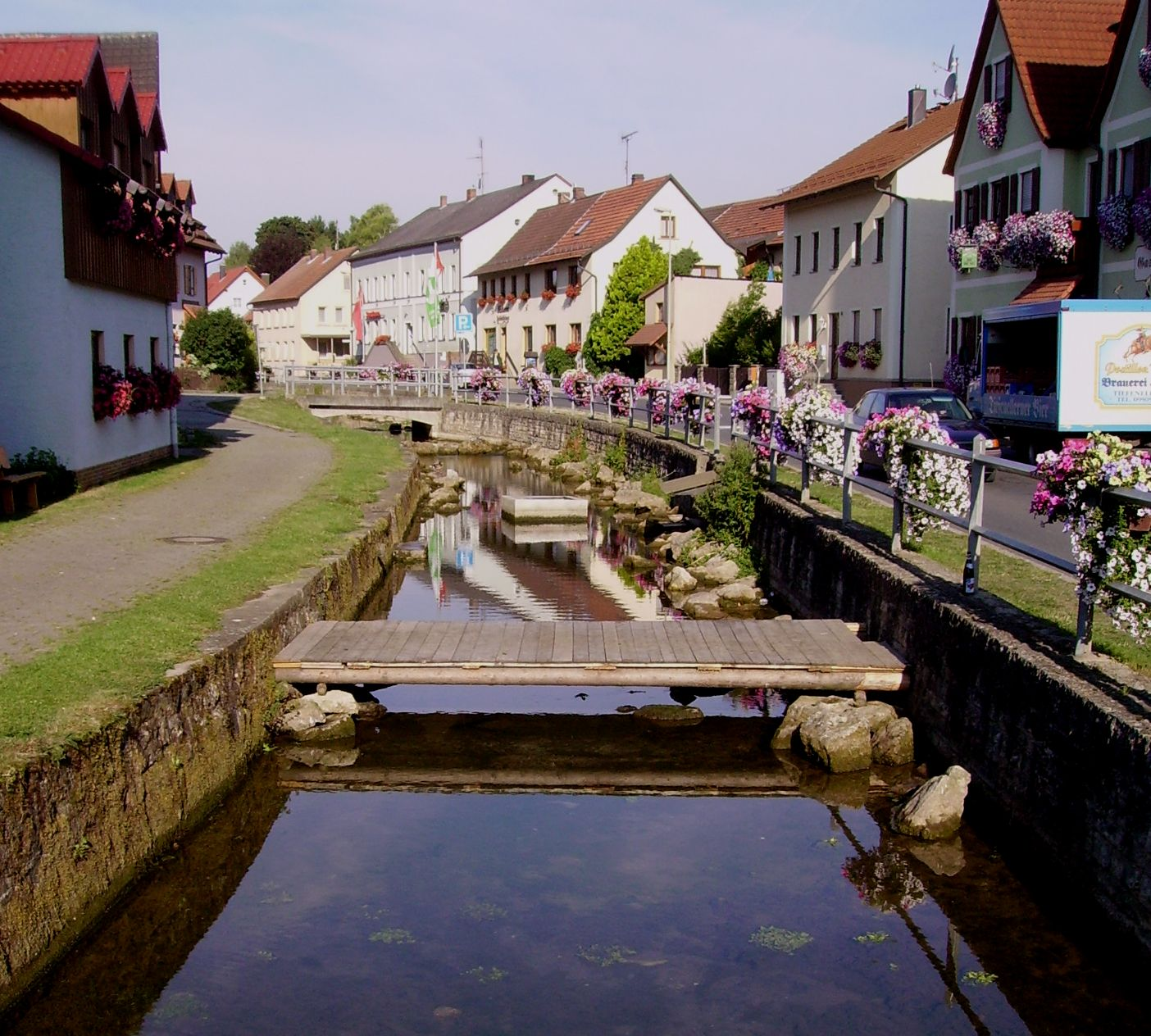
Königsfeld
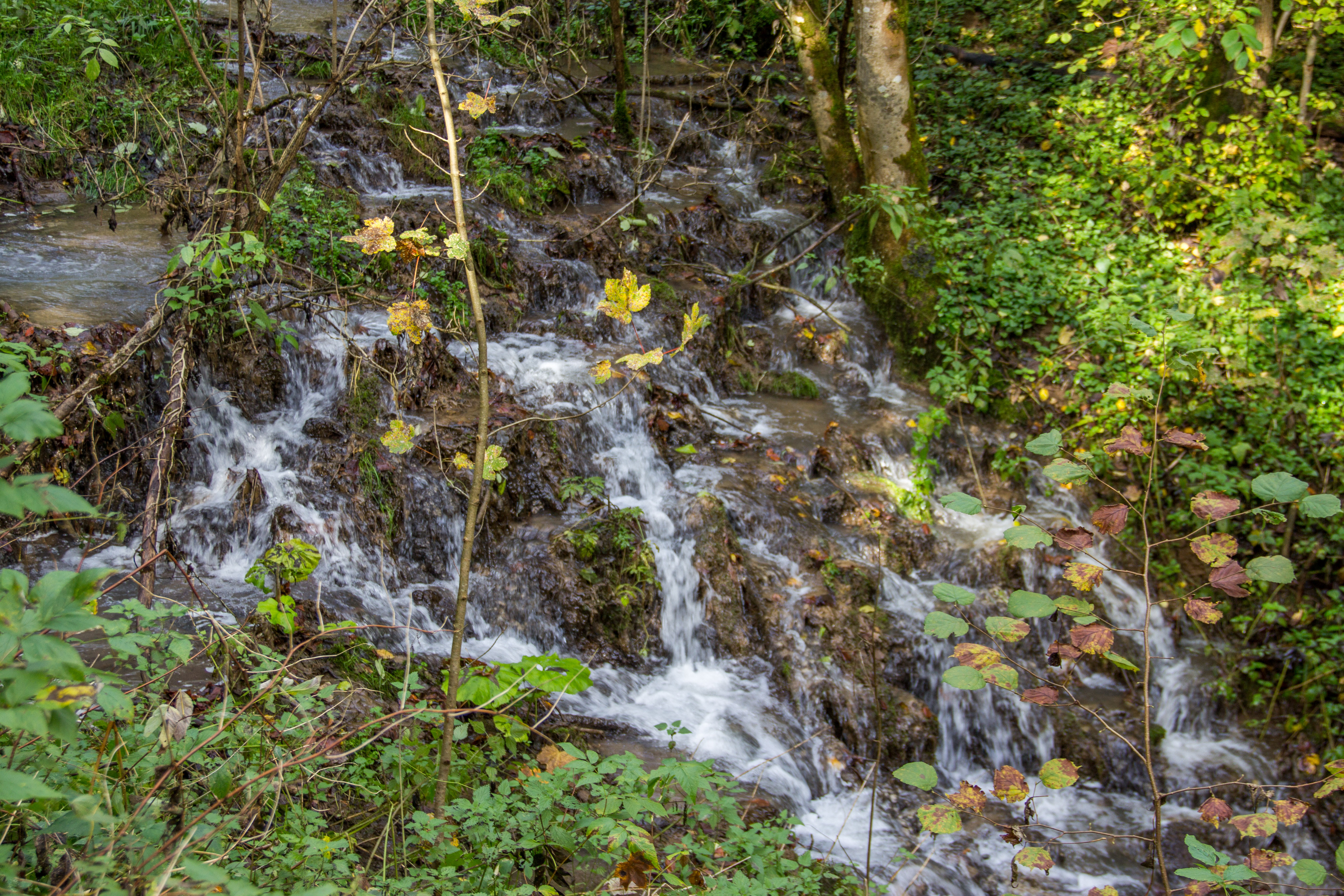
Thuisbrunner-patak
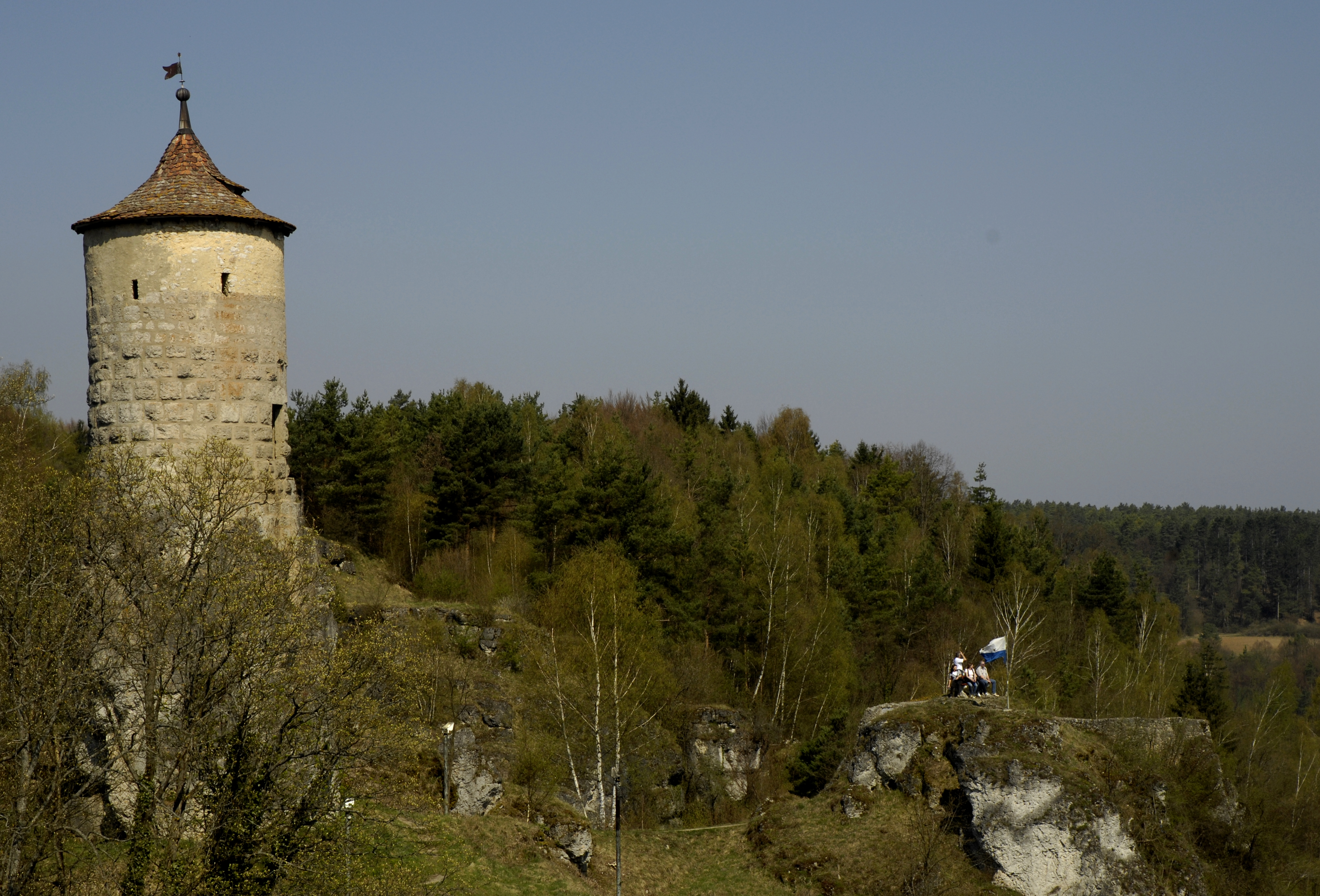
Waischenfeld vára a Wiesent völgyében
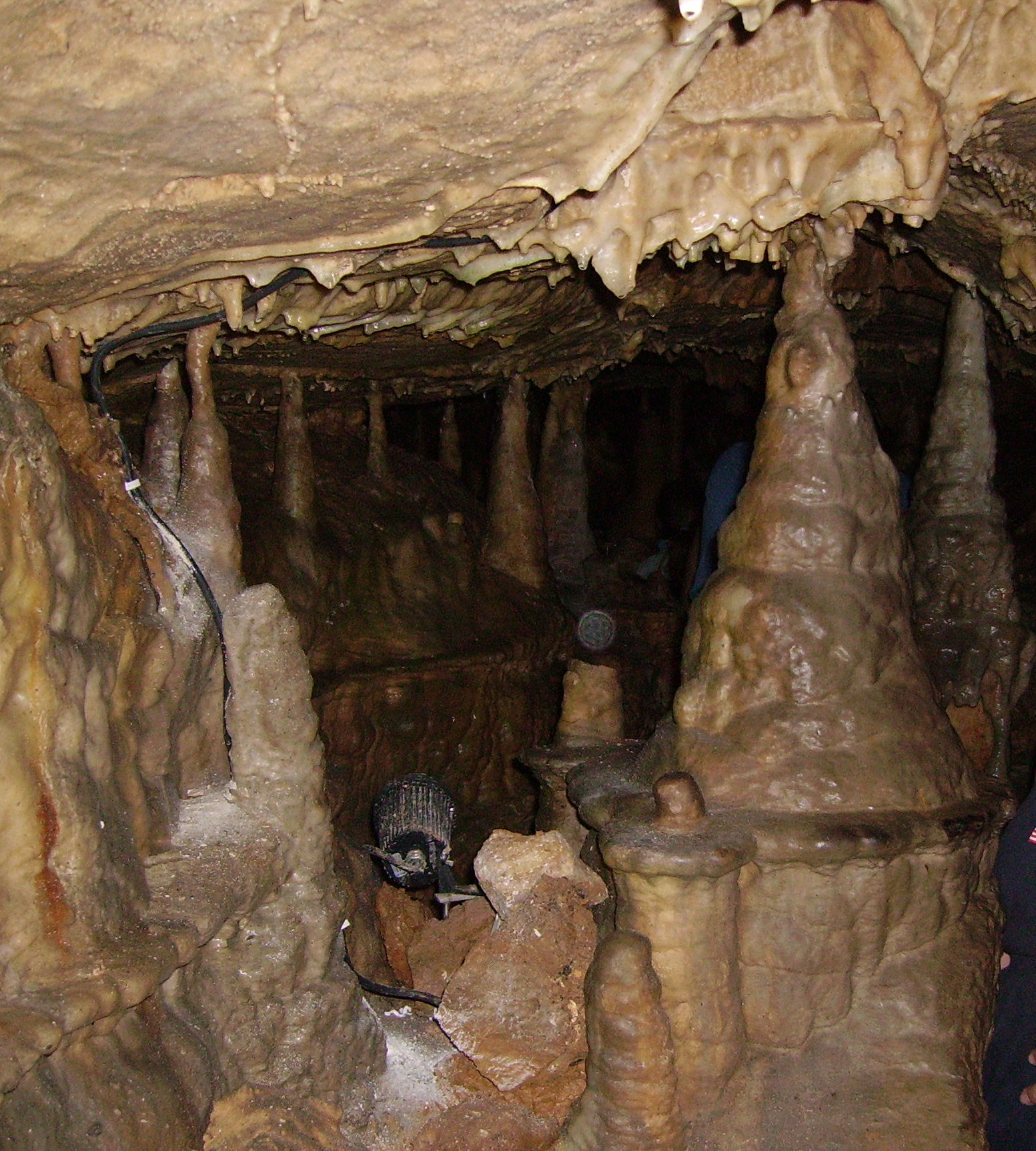
Cseppkövek a Bing barlangban
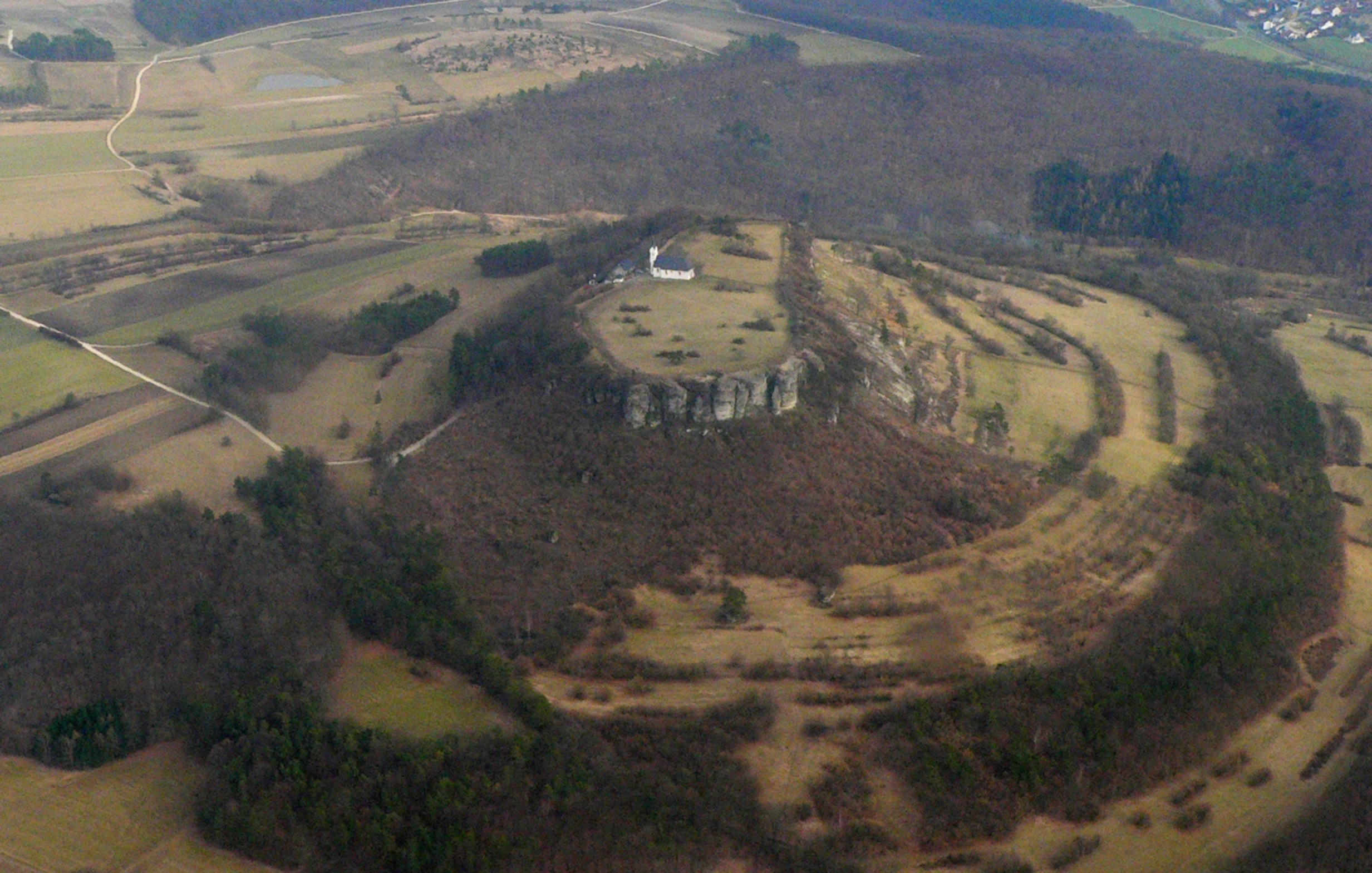
Staffelberg hegy
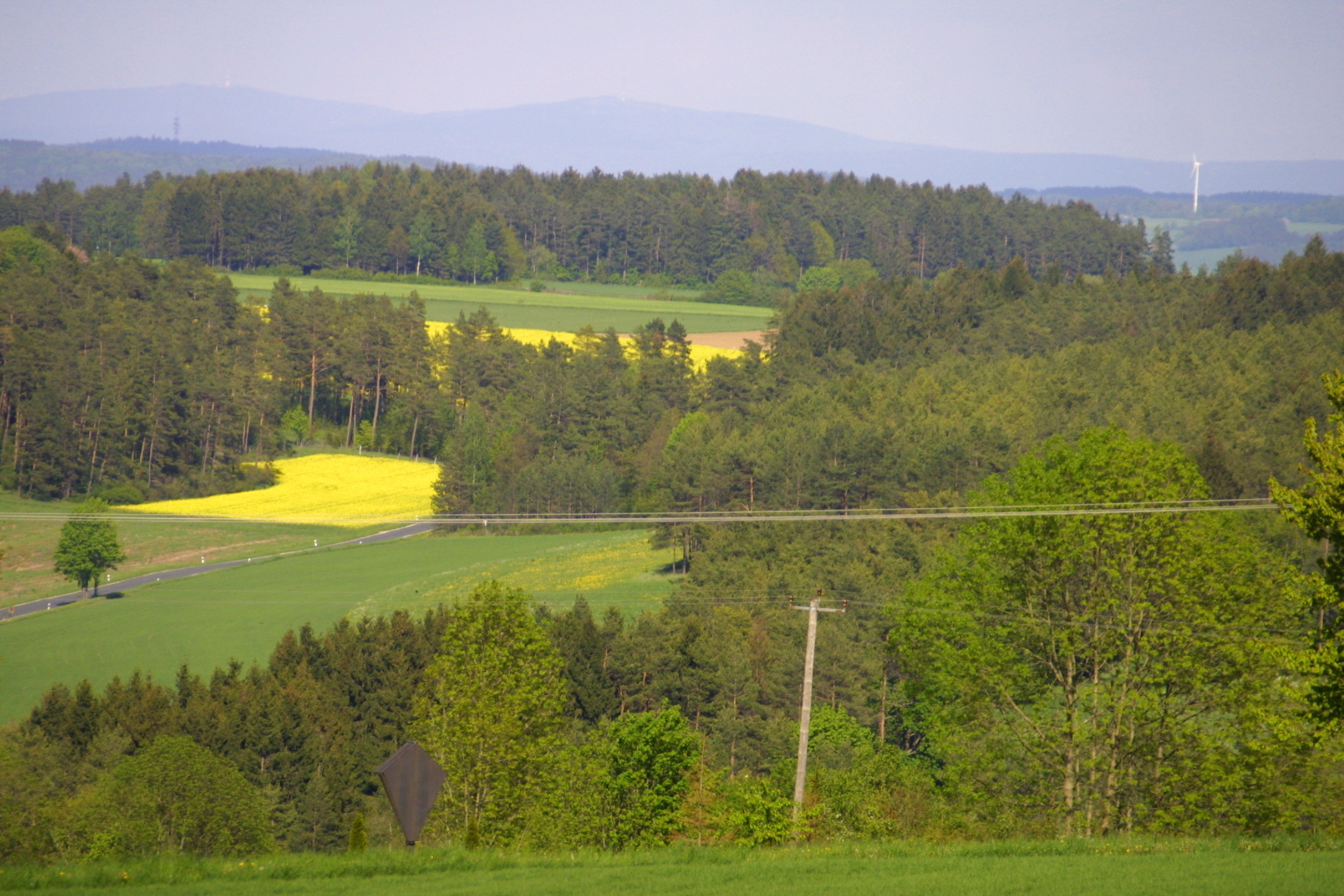
Táj Laibarös mellett

## Külső hivatkozások
- Turisztikai honlap
- A Frank-Svájc–Veldesteini erdőség Nemzeti Park honlapja
- Frank-Svájc Múzeum, Tüchersfeld